# سيدني إف سي
نادي سيدني لكرة القدم الاسم الكامل: (بالإنجليزية: Sydney Football Club Pty Ltd)‏ هو نادي كرة قدم أسترالي تم إنشاؤه في 1 نوفمبر 2004، وشارك في دوري الدرجة الأولى الأسترالي.
فاز سيدني ببطولة دوري أبطال أوقيانوسيا عام 2005 ويكون بذلك آخر فريق أسترالي يحرز اللقب وذلك بسبب انتقال أستراليا إلى الاتحاد الآسيوي لكرة القدم. كما شارك في كأس العالم للأندية 2005 محتلاً المركز الخامس على حساب الأهلي المصري.

## الشعار

شعار النادي من 2004 إلى 2017
شعار النادي من 2017 حتى الآن